# Johann Wilhelm Schütze
Johann Wilhelm Schütze (* September 1807 in Hamburg; † 24. Juli 1878 in Berlin) war ein deutscher Maler und Hochschullehrer. Er wird manchmal mit dem Münchner Maler Wilhelm Schütze (* 1840 in Kaufbeuren; † 1898 in München) verwechselt.

## Leben
Schütze studierte in Berlin, wo er Schüler von August von Kloeber war. Er war 1847/1848 gemeinsam mit Carl Eggers an der Ausführung der Freskenentwürfe von Karl Friedrich Schinkel in der Vorhalle des Alten Museums beteiligt.
Später war er Professor an der Königlichen Kunstschule zu Berlin.
Besonderen Erfolg hatte Schütze mit seinen Genrebildern, der Darstellung von Scenen aus dem edleren Volksleben, wobei er mit Vorliebe naive jugendliche Gestalten wählte. In den 1840er Jahren galt er als einer der Lieblingsmaler Berlins. Mehrere seiner Werke wurden durch andere oder ihn selbst lithographiert, meist im Folio-Format, und fanden so weite Verbreitung. Dazu gehörten Werke wie das Kind mit dem Kaninchen, die kleine Leserin, die kleine Näscherin, die angelnden Kinder, der schlummernde Knabe mit dem Hunde, das Mädchen mit dem Lamm oder die Frage an den Storch, das Blindekuhspiel oder das Mädchen mit der Eichkatze.

## Werke

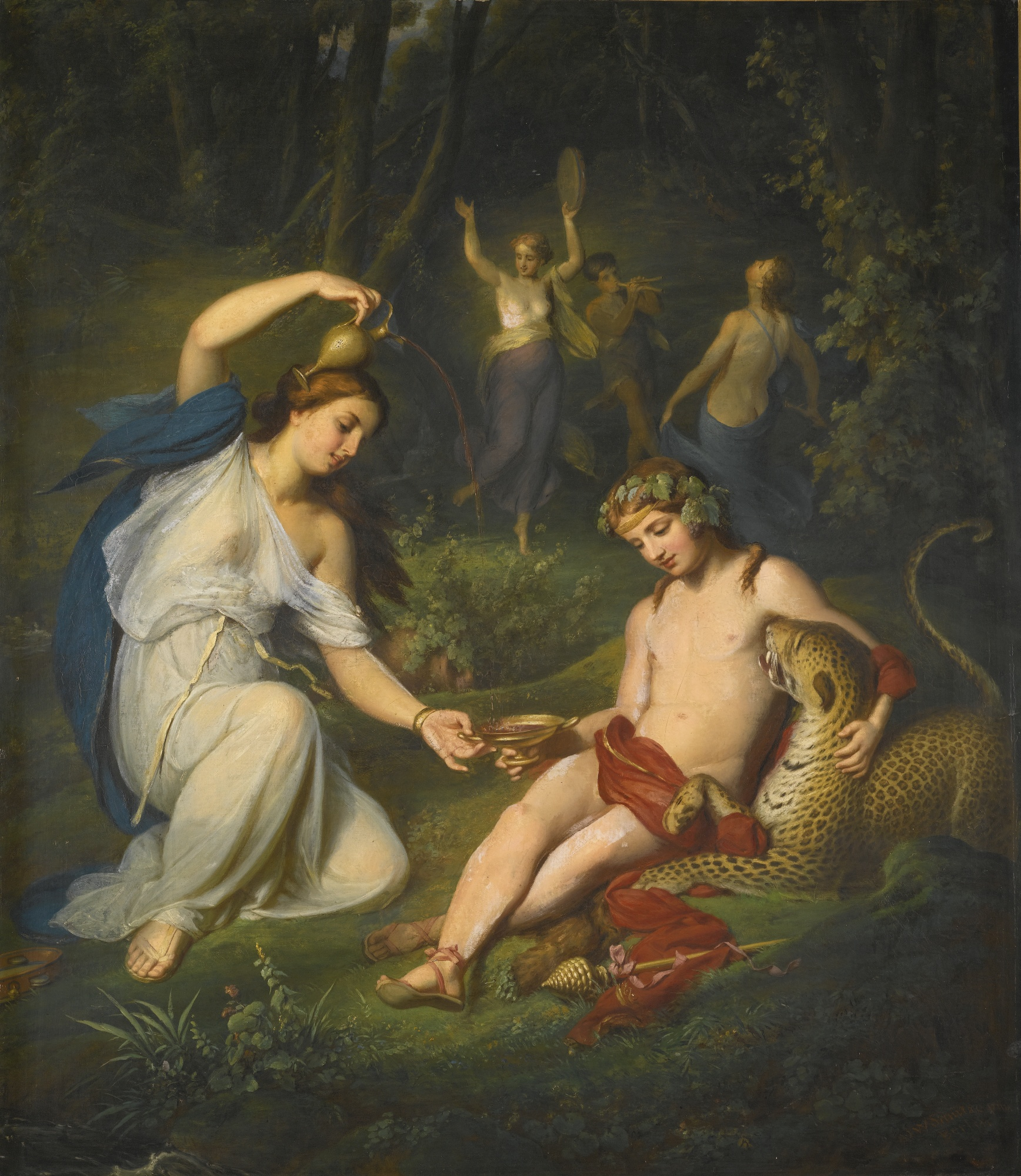
Bacchus, 2015 bei Sotheby’s versteigert

- Der Liebesbrief oder Dame mit Papagei (1834), Stadtmuseum Berlin, seit 1945 verschollen[5]
- Jugendlicher Dionysos mit Panther im Kreis von Nymphen, Bacchanten und einem Hirten, seit 1906 in der Berliner Nationalgalerie, 1937 Leihgabe  in der Deutschen Botschaft in London (Carlton House Terrace), 1946 in London versteigert[6]
- Die Wasserfahrt auf der Spree (1838)
- Altarbild der Gutskirche Melkof (1869)